# Theodorus de Kock
Theodorus de Kock (Utrecht, 29 oktober 1650 - Rome, 20 januari 1720) was apostolisch vicaris van de Hollandse Zending van 1702 tot 1704.
Theodorus de Kock studeerde in Utrecht, Leuven en Rome en werd in 1675 tot priester gewijd. In 1688 reisde hij, op verzoek van het Haarlemse kapittel en het Utrechtse vicariaat, naar Rome om te pleiten voor de benoeming van Petrus Codde als apostolisch vicaris. Codde werd benoemd, maar sindsdien nam De Kock steeds meer afstand van diens jansenistische sympathieën, een trend die zich eind zeventiende eeuw onder de meer seculiere priesters voordeed. Toen Codde in 1702 geschorst werd, volgde De Kock hem op als apostolisch vicaris. Aanvankelijk weigerden de meeste seculiere priesters hem te aanvaarden en hij moest naar Emmerik vluchten, vanwaar hij het bestuur van de Hollandse Zending trachtte voort te zetten. Om scheuring onder de katholieken te voorkomen deed hij in 1704, op verzoek van Rome, afstand. Hij vestigde zich in Rome, waar hij tot geheim kamerheer werd benoemd. Hij schreef er nog tal van geschriften.
- Biografisch Portaal: 24526909
- Digitale Bibliotheek voor de Nederlandse Letteren: cock024
- International Standard Name Identifier: 0000 0000 6119 6730
- Nederlandse Thesaurus van Auteursnamen: 07410912X
- Virtual International Authority File: 20046292